# Strumigenys cloydi
Strumigenys cloydi is een mierensoort uit de onderfamilie van de Myrmicinae. De wetenschappelijke naam van de soort is voor het eerst geldig gepubliceerd in 1951 door Pfitzer.